# Комаровка (Малосердобинский район)
Комаровка — деревня в Малосердобинском районе Пензенской области России. Входит в состав Майского сельсовета.

## География
Деревня находится в южной части Пензенской области, в пределах южной части Приволжской возвышенности, в лесостепной зоне, к востоку от автодороги Р158, на расстоянии примерно 21 километра (по прямой) к востоку от села Малая Сердоба, административного центра района. Абсолютная высота — 240 метров над уровнем моря.

### Климат
Климат характеризуется как умеренно континентальный, с относительно жарким летом и холодной продолжительной зимой. Средняя температура воздуха самого холодного месяца (января) составляет −13 °C; самого тёплого месяца (июля) — 20 °C. Продолжительность безморозного периода равна 140—150 дней. Годовое количество атмосферных осадков — 497 мм, из которых большая часть выпадает в тёплый период. Снежный покров держится в течение 130—140 дней.

### Часовой пояс
Деревня Комаровка, как и вся Пензенская область, находится в часовой зоне МСК (московское время). Смещение применяемого времени относительно UTC составляет +3:00.

## Население
| 1835 | 1859 | 1877 | 1884 | 1897 | 1911 | 1914 |
| ---- | ---- | ---- | ---- | ---- | ---- | ---- |
| 554  | ↗658 | ↘654 | ↗695 | ↘590 | ↗813 | ↗890 |
| 1926 | 1939 | 1959 | 1970 | 1973 | 1979 | 1989 |
| ↗900 | ↘450 | ↘203 | ↘146 | ↘126 | ↘77  | ↘41  |
| 1996 | 2002 | 2010 | 2021 |      |      |      |
| ↘24  | →24  | ↘4   | ↘2   |      |      |      |

### Национальный состав
Согласно результатам переписи 2002 года, в национальной структуре населения русские составляли 100 % из 24 чел.